# Mitraillette

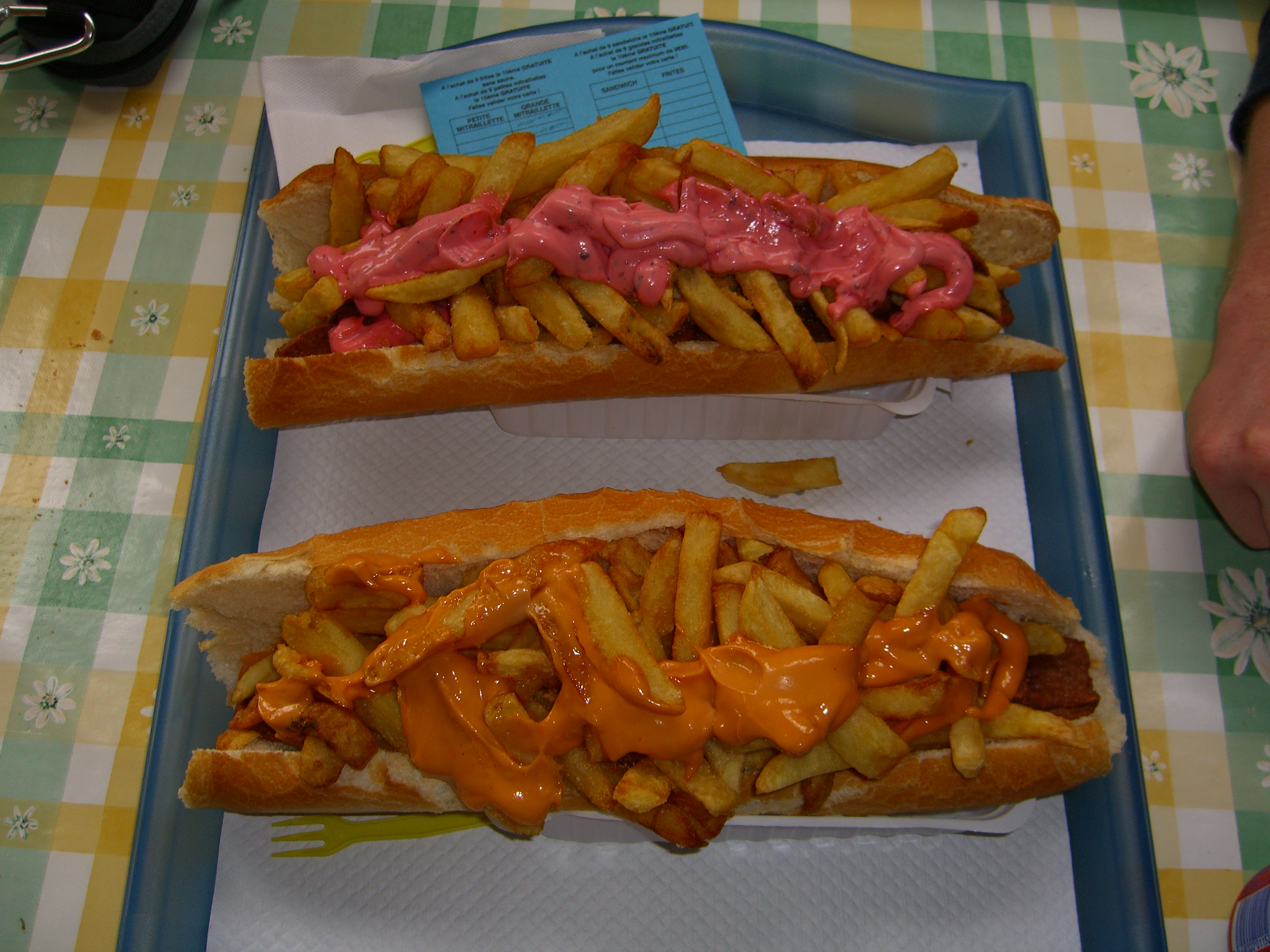
Dos mitraillettes con salsa "riche" y "brésil". Lieja, Bélgica.

Un mitraillette (literalmente, «metralleta») es una especie de bocadillo (nativo de la región de Bruselas-Capital) entendido como comida rápida en Bélgica con la carne, las patatas fritas, la eventual ensalada y la salsa en media baguete. Es fácil de encontrar en friterías y cafés. A veces se acompaña de crudités y otros snacks.